# Julianne Michelle
Julianne Michelle (5 de septiembre de 1987) es una actriz de cine y televisión estadounidense. Ella ha aparecido en más de 23 producciones, iniciando su carrera en 1992 cuando apenas tenía cinco años de edad.

## Inicios
Julianne Michelle comenzó su carrera, cuando fue descubierta por un productor a sus cinco años. Ella nació en Teaneck, Nueva Jersey, en 1987 y vive en la ciudad de Nueva York. Ella vivía de niña en Manhattan, Beverly Hills y Las Vegas, y fue educada en casa. Asistió a Marymount School en Manhattan, Columbia University, Marymount Manhattan College y Cornell University. Ella está actualmente matriculada en Master's Degree en la USC.

## Carrera
| Año       | Título                          | Rol                     |
| --------- | ------------------------------- | ----------------------- |
| 1991      | Who's the Boss?                 | Katie Havlock           |
| 1991      | Roseanne                        |                         |
| 1992      | I Don't Buy Kisses Anymore      | Muchacha en Candy Store |
| 1993      | Street Knight                   | Girl Hostage            |
| 1993      | Family Prayers                  | Fay Jacobs              |
| 1993      | Phenom                          | Heather                 |
| 1996-1997 | The Oz Kids                     | Dot (voz)               |
| 1998      | Bus No. 9                       | Delia                   |
| 2005      | The Innocent and the Damned     | Jennie Carrington       |
| 2006      | The House Is Burning            | Terry                   |
| 2006      | Down the P.C.H.                 | Carrie                  |
| 2007      | Polycarp                        | Serena Witherspoon      |
| 2012      | Shannon's Rainbow               | Shannon Greene          |
| 2010      | Sweet Lorraine                  | Stephanie Beebe         |
| 2010      | Wall Street: Money Never Sleeps | Natasha                 |
| 2011      | Horrorween                      | Cameo                   |
| 2012      | Apartment 1303                  | Janet Slate             |
| 2012      | Wake                            | Samantha Winston        |
| 2013      | Awakened                        | Samantha Winston        |